# Cercophana vulpes
Cercophana vulpes är en fjärilsart som beskrevs av Butler 1882. Cercophana vulpes ingår i släktet Cercophana och familjen påfågelsspinnare. Inga underarter finns listade i Catalogue of Life.